# Liste der Biografien/Koj
Liste der Biografien |
Portal Biografien |
Personensuche
# |
A |
B |
C |
D |
E |
F |
G |
H |
I |
J |
K |
L |
M |
N |
O |
P |
Q |
R |
S |
T |
U |
V |
W |
X |
Y |
Z |
?
 
Ka |
Kb |
Kc |
Kd |
Ke |
Kf |
Kg |
Kh |
Ki |
Kj |
Kl |
Km |
Kn |
Ko |
Kp |
Kr |
Ks |
Kt |
Ku |
Kv |
Kw |
Ky |
Kx |
Kz
 
Koa |
Kob |
Koc |
Kod |
Koe |
Kof |
Kog |
Koh |
Koi |
Koj |
Kok |
Kol |
Kom |
Kon |
Koo |
Kop |
Kor |
Kos |
Kot |
Kou |
Kov |
Kow |
Kox |
Koy |
Koz
Die Liste der Biografien führt alle Personen auf, die in der deutschsprachigen Wikipedia einen Artikel haben. Dieses ist eine Teilliste mit 52 Einträgen von Personen, deren Namen mit den Buchstaben „Koj“ beginnt.

## Koj
- Koj, Michał (* 1993), polnischer Fußballspieler
- Koj, Peter (* 1938), deutscher Anglist und Romanist, ehemaliger Lehrer und Sachbuchautor
- Koj, Werner (1953–2008), deutscher Fernsehmoderator und -autor

### Koja
- Koja, Friedrich (1933–1999), österreichischer Jurist, Professor für öffentliches Recht
- Koja, Kathe (* 1960), US-amerikanische Schriftstellerin
- Kojac, George (1910–1996), US-amerikanischer Schwimmer
- Kojadinović, Miodrag (* 1961), kanadischer Schriftsteller, Dichter und Genderforscher
- Kojadinović, Uroš (* 2000), serbischer Handballspieler
- Kojata IV. von Hrabischitz († 1228), böhmischer Adeliger aus dem Geschlecht der Hrabischitz

### Koje
- Kojève, Alexandre (1902–1968), russischer Philosoph, der wesentlich zur Wiederentdeckung Hegels in Frankreich beitrugAlexandre Kojève (1902–1968)

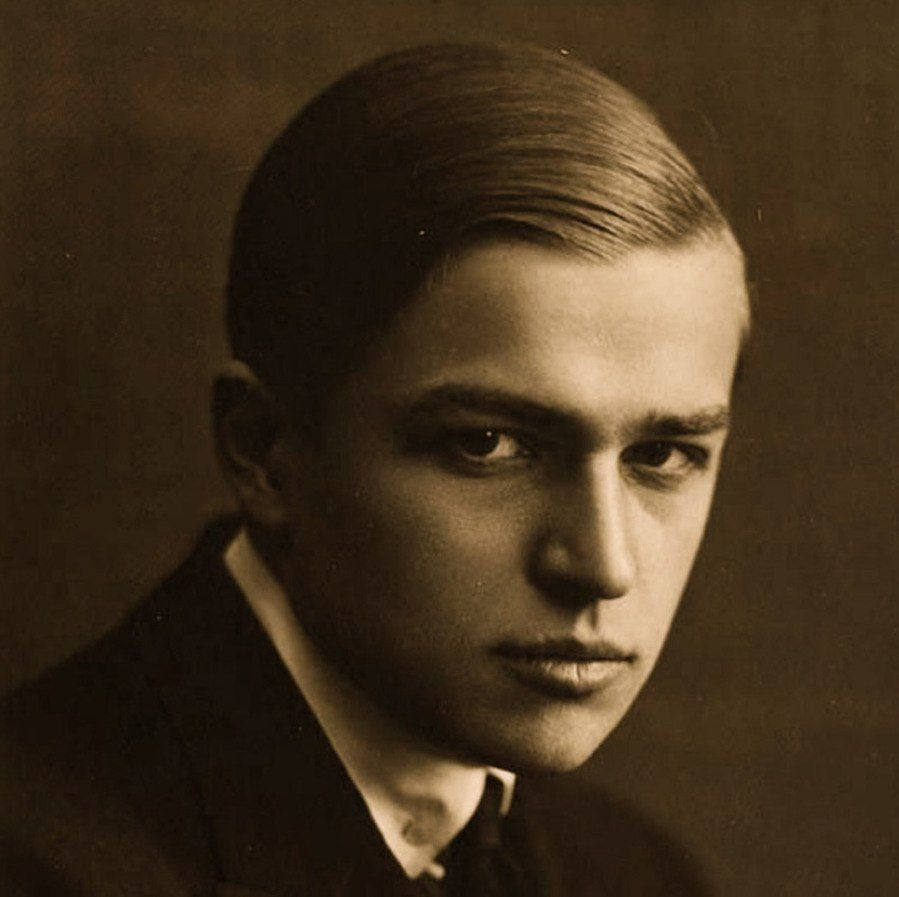
Alexandre Kojève (1902–1968)

### Koji
- Koji, Andrew (* 1987), britischer Schauspieler
- Koji, Kamana (* 1967), kongolesischer Langstreckenläufer
- Kojić, Aleksandra (* 1969), deutsche Basketballtrainerin
- Kojić, Dino (* 2005), slowenischer Fußballspieler
- Kojić, Dragan (* 1960), serbischer Turbofolk-Sänger
- Kojić, Medin (* 2005), deutsch-bosnischer Fußballspieler
- Kojić, Nemanja (* 1990), serbischer Fußballspieler
- Kojić, Nikola (* 1979), serbischer Handballspieler
- Kojima Kendō (1898–1995), japanische buddhistische Nonne, Vorkämpferin für Frauenrechte innerhalb der Sōtō-shū
- Kojima, Gōseki (1928–2000), japanischer Manga-Zeichner
- Kojima, Hideo (* 1963), japanischer Spieleentwickler und Vizepräsident von Konami Computer Entertainment JapanHideo Kojima (* 1963)

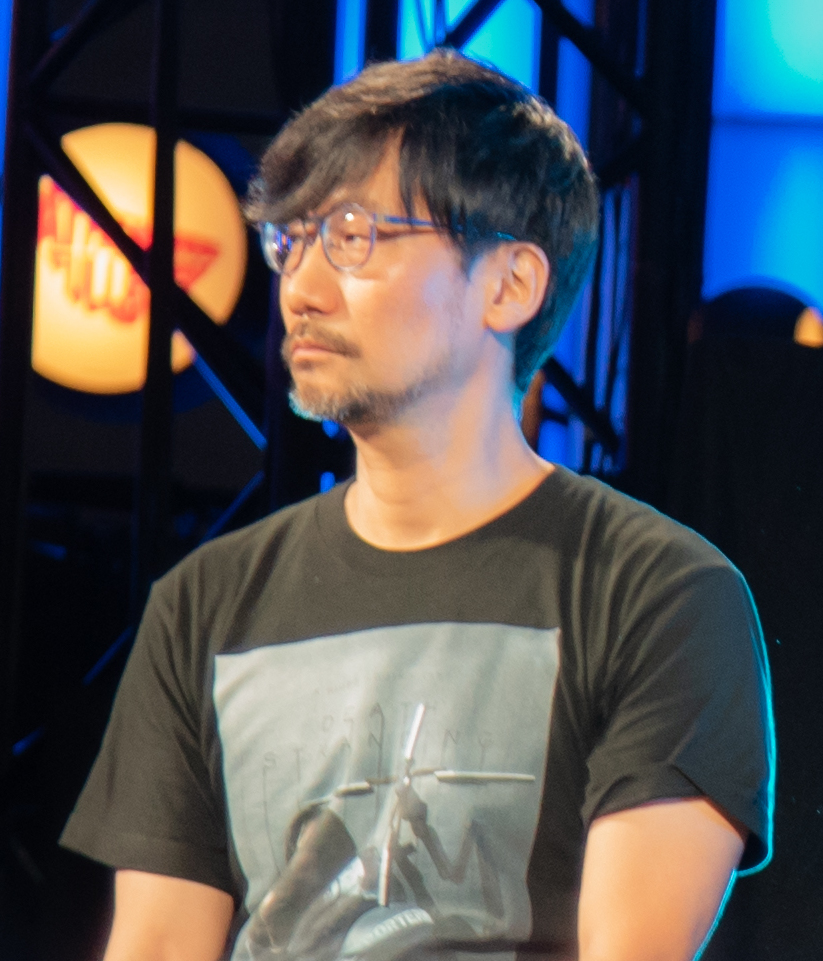
Hideo Kojima (* 1963)

- Kojima, Hiromi (* 1977), japanischer Fußballspieler
- Kojima, Hiromi (* 1989), japanischer Fußballspieler
- Kojima, Iken (1837–1908), japanischer Jurist
- Kojima, Ippei (* 1944), japanischer Badmintonspieler
- Kojima, Keitatsu (* 2001), japanischer Fußballspieler
- Kojima, Masajirō (1894–1994), japanischer Schriftsteller
- Kojima, Masato (* 1996), japanischer Fußballspieler
- Kojima, Masaya (* 1997), japanischer Fußballspieler
- Kojima, Mitsuaki (* 1968), japanischer Fußballspieler
- Kojima, Nobu, japanische Badmintonspielerin
- Kojima, Nobuo (1915–2006), japanischer Schriftsteller
- Kojima, Nobuyuki (* 1966), japanischer Fußballtorhüter
- Kojima, Ryōsuke (* 1997), japanischer Fußballspieler
- Kojima, Seiya (* 1989), japanischer Fußballspieler
- Kojima, Shūto (* 1992), japanischer Fußballspieler
- Kojima, Takanori, Samurai
- Kojima, Takashi (* 1973), japanischer Fußballspieler
- Kojima, Takuo (* 1955), japanischer Astronom
- Kojima, Zentarō (1892–1984), japanischer Maler
- Kojima, Zenzaburō (1893–1962), japanischer Maler

### Kojn
- Kojnok, Eduard (1933–2011), slowakischer Geistlicher, römisch-katholischer Bischof von Rožňava

### Kojo
- Kojo Funds (* 1995), britischer Rapper
- Kojo, Ado (* 1983), deutscher R&B-Sänger
- Kojo, Timo (* 1953), finnischer Popsänger
- Kojola, Kristian (* 1986), finnischer Fußballspieler
- Kojonkoski, Mika (* 1963), finnischer Skispringer, -trainer und -funktionär
- Kojović, Slobodan (* 1952), jugoslawischer Fußballspieler

### Koju
- Kōjun (1903–2000), japanische Adelige, Kaiserin von JapanKōjun (1903–2000)

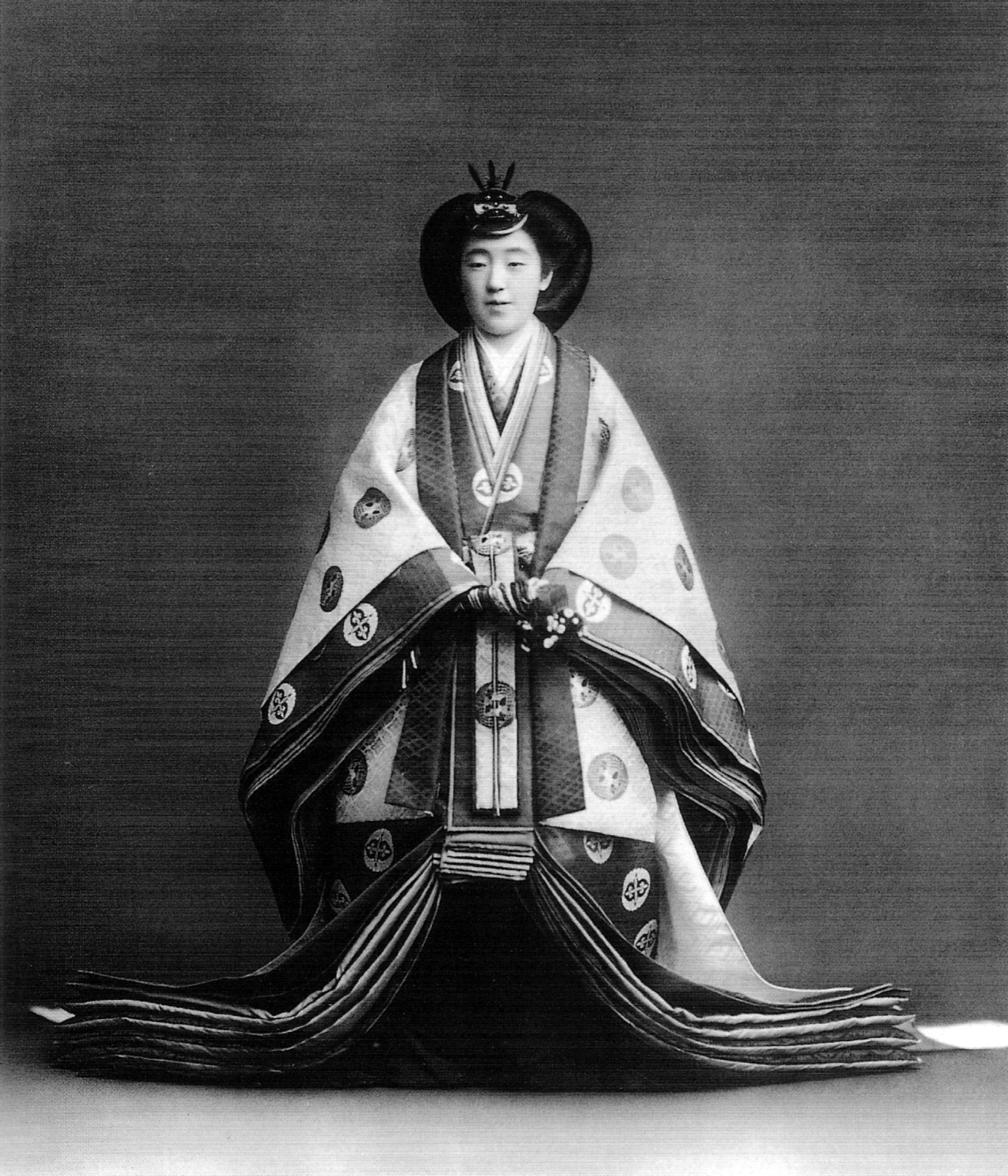
Kōjun (1903–2000)

- Kojunian, Pietro (1857–1937), Bischof der armenisch-katholischen Kirche
- Kojuwa, Rajna (* 1985), bulgarische Biathletin und Skilangläuferin

### Kojz
- Kojzek, Erik (* 2006), österreichisch-slowenischer Fußballspieler